# コウノトリの歌
『コウノトリの歌』（こうのとりのうた、原題: Vu knac con co）は、2001年のベトナム・シンガポール合作映画。実際にベトナム戦争に従軍した人々の証言も交え、ドキュメンタリーとドラマを結合して描いた戦争映画。DVD邦題は『SONG OF THE STORK コウノトリの歌』。

## キャスト
- ホアイ：ドー・ハイ・イエン
- ラム：ファム・ジア・チー・パオ
- マン：ター・ゴク・バオ
- メイ：トラン・マイ・グエン
- チュイ・ラン：グエン・ゴク・イエプ
- バン：クアン・ハイ
- ビン：ルー・クアン・ビン
- トラン・バン・チュイ：トラン・バン・チュイ
- ウェイン・カーリン：ウェイン・カーリン
- ：ダン・ゴン・バン

## スタッフ
- 監督：ジョナサン・フー、グエン・ファン・クアン・ビン
- 脚本：ウェイン・カーリン、トゥ・ボン、グエン・クアン・サン、グエン・ドゥイ
- 撮影：モー・ジェフリー・ビン・ユソフ
- 美術：アンディ・ヘン
- 音楽：ジョシュア・ホン、グエン・チエン・ダオ
- ナレーター：トラン・バン・チュイ